# إليجاه ستيل
إليجاه ستيل (بالإنجليزية: Elijah Steele) هو قاضي ومحامي وسياسي أمريكي، ولد في 13 نوفمبر 1817، وتوفي في 27 يونيو 1883. انتخب عضو جمعية ولاية كاليفورنيا وانتخب عضو مجلس ولاية ويسكونسن.